# Frauenwahlrecht in Polen
Das allgemeine Frauenwahlrecht in Polen wurde 1918 eingeführt. Am 28. November 1918 wurde in Polen das aktive und passive Frauenwahlrecht (polnisch Prawo wyborcze dla kobiet) per Dekret eingeführt. Dies geschah gleichzeitig mit der Einführung des allgemeinen Wahlrechts für Männer und kurz nach der Wiedererrichtung eines polnischen Staats (II. Rzeczpospolita) nach 123-jähriger Teilung des Landes.

## Geschichtliche Entwicklung

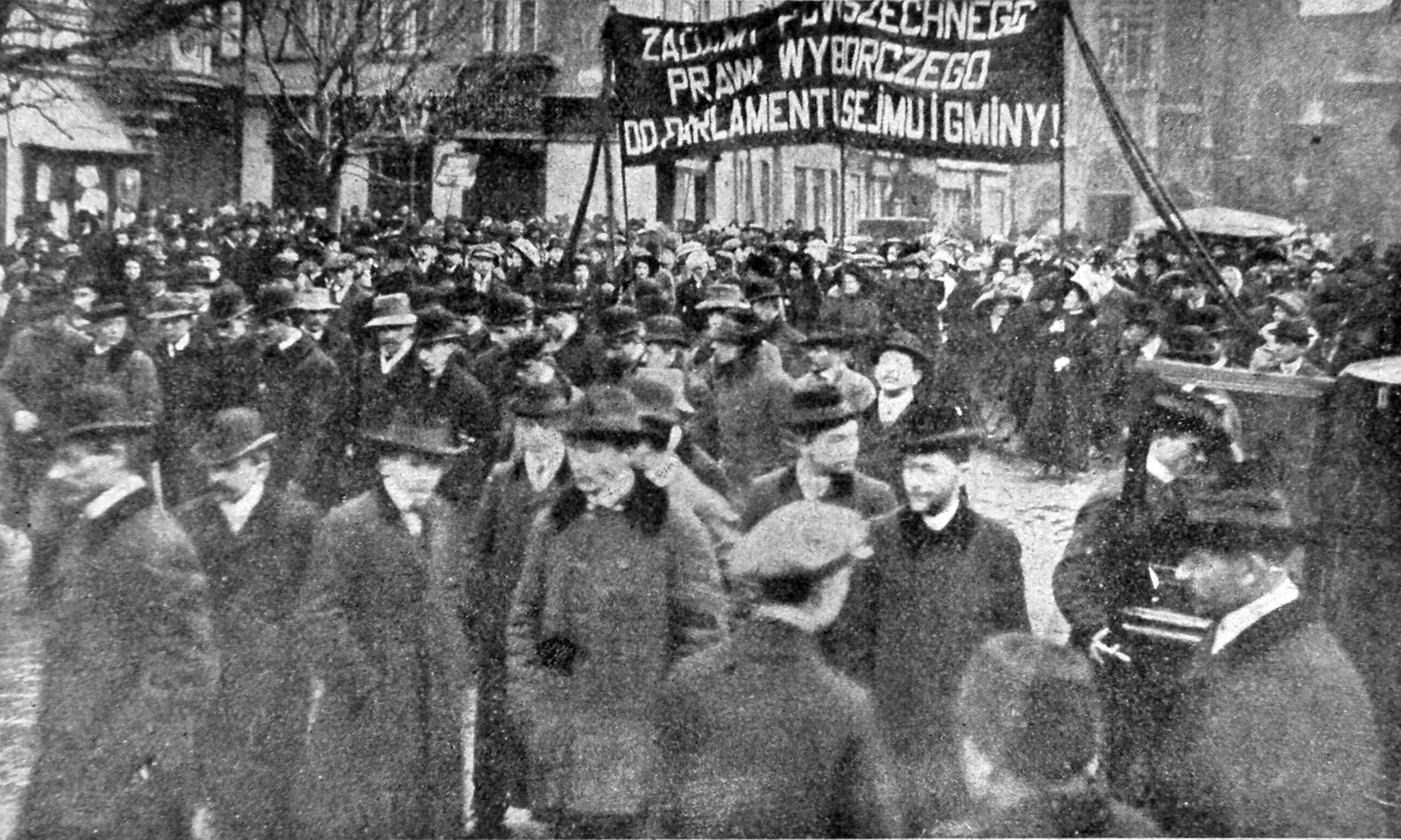
Am Frauentag 1911 demonstrierten Krakauer Suffragetten für das Stimmrecht in Parlament und Gemeinden

### 18. Jahrhundert
In der polnischen Adelsrepublik war das Wahlrecht durch Stand und Eigentumskriterien eingeschränkt. Steuern zahlenden Frauen wurden Wahlrechte zugestanden, die nach den Teilungen später in Preußen durch die Reformen Steins aufgehoben wurden.

### Nach dem Ersten Weltkrieg
Im November 1918 wurde der polnische Staat wieder gegründet. Während den nur wenige Tage amtierenden provisorischen Regierungen Daszyńskis und Wróblewskis kam es noch zu keiner Einführung des Frauenwahlrechts. Mit dem Dekret vom 28. November 1918 über das Wahlverfahren für den Sejm wurde das allgemeine Wahlrecht für Frauen und Männer in Polen eingeführt. Es umfasste aktives und passives Wahlrecht.

### Gegenwart
Im Dezember 2017 betrug der Frauenanteil im Sejm 28 Prozent, gegenüber 39 % in Frankreich, 30,7 % in Deutschland und 10,1 % in Ungarn.

## Parlamentswahlen in Polen 1919
Am 26. Januar 1919 fanden die ersten Wahlen für die verfassunggebende Nationalversammlung (Sejm Ustawodawczy) statt. Wahlberechtigt waren Männer und Frauen ab dem 21. Lebensjahr. Die Wahlen fanden in den ehemals russischen Gebieten statt, während 41 Abgeordnete aus dem österreich-ungarischen Reichsrat und dem Deutschen Reichstag ihre Mandate in den Sejm übertragen konnten. Für das Gebiet des später angeschlossenen polnischen Korridors (Woiwodschaft Pommerellen) erfolgten am 2. Mai 1920 Nachwahlen. Die Verfassungen vom 20. Februar 1919 und 17. März 1921 bestätigten das Frauenwahlrecht.
Die ersten sechs Frauen in der verfassunggebenden Nationalversammlung waren 1919: Gabriela Balicka, Jadwiga Dziubińska, Irena Kosmowska, Maria Moczydłowska, Zofia Moraczewska, und Zofia Sokolnicka. Anna Piasecka und Franciszka Wilczkowiakowa rückten 1920 für Pommerellen und Posen nach.